# Associazione Calcio Perugia 1983-1984
Questa voce raccoglie le informazioni riguardanti l'Associazione Calcio Perugia nelle competizioni ufficiali della stagione 1983-1984.

## Divise e sponsor
Il fornitore tecnico per la stagione 1983-1984 è stato Ennerre, mentre lo sponsor ufficiale è stato Icap.
| Casa | Trasferta |

## Rosa
| N. |                   | Ruolo | Calciatore                  |
| -- | ----------------- | ----- | --------------------------- |
|    | Italia (bandiera) | C     | Angelo Aimo                 |
|    | Italia (bandiera) | C     | Mauro Amenta                |
|    | Italia (bandiera) | D     | Corrado Benedetti           |
|    | Italia (bandiera) | C     | Bruno Caneo                 |
|    | Italia (bandiera) | P     | Carlo Della Corna           |
|    | Italia (bandiera) | P     | Nicola Di Leo               |
|    | Italia (bandiera) | C     | Franco Ermini               |
|    | Italia (bandiera) | D     | Danilo Ferrari              |
|    | Italia (bandiera) | D     | Pierluigi Frosio (capitano) |
|    | Italia (bandiera) | C     | Luigi Gozzoli               |
|    | Italia (bandiera) | C     | Massimo Mancini             |

| N. |                   | Ruolo | Calciatore        |
| -- | ----------------- | ----- | ----------------- |
|    | Italia (bandiera) | C     | Massimo Mauti     |
|    | Italia (bandiera) | D     | Danio Montani     |
|    | Italia (bandiera) | A     | Moreno Morbiducci |
|    | Italia (bandiera) | D     | Claudio Ottoni    |
|    | Italia (bandiera) | A     | Giovanni Pagliari |
|    | Italia (bandiera) | C     | Marco Peraio      |
|    | Italia (bandiera) | C     | Stefano Perugini  |
|    | Italia (bandiera) | C     | Enrico Piccioni   |
|    | Italia (bandiera) | D     | Fulvio Rondini    |
|    | Italia (bandiera) | C     | Claudio Valigi    |
|    | Italia (bandiera) | A     | Luigi Zerbio      |

## Risultati

### Serie B

#### Girone di andata
| 11 settembre 1983 1ª giornata | Sambenedettese | 0 – 0 | Perugia |  |

| 18 settembre 1983 2ª giornata | Perugia | 0 – 1 | Como |  |

| 25 settembre 1983 3ª giornata | Triestina | 2 – 2 | Perugia |  |

| 2 ottobre 1983 4ª giornata | Perugia | 0 – 0 | Campobasso |  |

| 9 ottobre 1983 5ª giornata | Cesena | 2 – 0 | Perugia |  |

| 16 ottobre 1983 6ª giornata | Perugia | 1 – 1 | Cavese |  |

| 23 ottobre 1983 7ª giornata | Cagliari | 0 – 0 | Perugia |  |

| 30 ottobre 1983 8ª giornata | Perugia | 2 – 0 | Padova |  |

| 6 novembre 1983 9ª giornata | Catanzaro | 1 – 1 | Perugia |  |

| 13 novembre 1983 10ª giornata | Varese | 1 – 0 | Perugia |  |

| 20 novembre 1983 11ª giornata | Perugia | 1 – 0 | Pescara |  |

| 27 novembre 1983 12ª giornata | Empoli | 1 – 1 | Perugia |  |

| 4 dicembre 1983 13ª giornata | Perugia | 1 – 0 | Monza |  |

| 11 dicembre 1983 14ª giornata | Pistoiese | 1 – 0 | Perugia |  |

| 18 dicembre 1983 15ª giornata | Perugia | 1 – 1 | Atalanta |  |

| 31 dicembre 1983 16ª giornata | Palermo | 1 – 1 | Perugia |  |

| 8 gennaio 1984 17ª giornata | Perugia | 1 – 1 | Arezzo |  |

| 15 gennaio 1984 18ª giornata | Perugia | 1 – 1 | Lecce |  |

| 22 gennaio 1984 19ª giornata | Cremonese | 3 – 1 | Perugia |  |

#### Girone di ritorno
| 29 gennaio 1984 20ª giornata | Perugia | 3 – 0 | Sambenedettese |  |

| 5 febbraio 1984 21ª giornata | Como | 1 – 0 | Perugia |  |

| 12 febbraio 1984 22ª giornata | Perugia | 0 – 0 | Triestina |  |

| 26 febbraio 1984 23ª giornata | Campobasso | 0 – 0 | Perugia |  |

| 4 marzo 1984 24ª giornata | Perugia | 1 – 0 | Cesena |  |

| 11 marzo 1984 25ª giornata | Cavese | 0 – 0 | Perugia |  |

| 18 marzo 1984 26ª giornata | Perugia | 2 – 0 | Cagliari |  |

| 25 marzo 1984 27ª giornata | Padova | 1 – 0 | Perugia |  |

| 1º aprile 1984 28ª giornata | Perugia | 3 – 1 | Catanzaro |  |

| 8 aprile 1984 29ª giornata | Perugia | 4 – 1 | Varese |  |

| 15 aprile 1984 30ª giornata | Pescara | 1 – 1 | Perugia |  |

| 21 aprile 1984 31ª giornata | Perugia | 0 – 0 | Empoli |  |

| 29 aprile 1984 32ª giornata | Monza | 1 – 0 | Perugia |  |

| 6 maggio 1984 33ª giornata | Perugia | 0 – 0 | Pistoiese |  |

| 13 maggio 1984 34ª giornata | Atalanta | 5 – 2 | Perugia |  |

| 20 maggio 1984 35ª giornata | Perugia | 0 – 0 | Palermo |  |

| 27 maggio 1984 36ª giornata | Arezzo | 0 – 0 | Perugia |  |

| 3 giugno 1984 37ª giornata | Lecce | 1 – 1 | Perugia |  |

| 10 giugno 1984 38ª giornata | Perugia | 2 – 1 | Cremonese |  |

## Statistiche

### Statistiche di squadra
| Competizione | Punti | In casa | In casa | In casa | In casa | In casa | In casa | In trasferta | In trasferta | In trasferta | In trasferta | In trasferta | In trasferta | Totale | Totale | Totale | Totale | Totale | Totale | DR |
| Competizione | Punti | G       | V       | N       | P       | Gf      | Gs      | G            | V            | N            | P            | Gf           | Gs           | G      | V      | N      | P      | Gf     | Gs     | DR |
| ------------ | ----- | ------- | ------- | ------- | ------- | ------- | ------- | ------------ | ------------ | ------------ | ------------ | ------------ | ------------ | ------ | ------ | ------ | ------ | ------ | ------ | -- |
| Serie B      | 38    | 19      | 9       | 9       | 1       | 23      | 8       | 19           | 0            | 11           | 8            | 10           | 22           | 38     | 9      | 20     | 9      | 33     | 30     | +3 |
| Coppa Italia | 5     | 2       | 1       | 1       | 0       | 1       | 0       | 3            | 0            | 2            | 1            | 1            | 3            | 5      | 1      | 3      | 1      | 2      | 3      | -1 |
| Totale       |       | 21      | 10      | 10      | 1       | 24      | 8       | 22           | 0            | 13           | 9            | 11           | 25           | 43     | 10     | 23     | 10     | 35     | 33     | +2 |

### Statistiche dei giocatori
| Giocatore      | Serie B  | Serie B | Serie B     | Serie B    | Coppa Italia | Coppa Italia | Coppa Italia | Coppa Italia | Totale   | Totale | Totale      | Totale     |
| Giocatore      | Presenze | Reti    | Ammonizioni | Espulsioni | Presenze     | Reti         | Ammonizioni  | Espulsioni   | Presenze | Reti   | Ammonizioni | Espulsioni |
| -------------- | -------- | ------- | ----------- | ---------- | ------------ | ------------ | ------------ | ------------ | -------- | ------ | ----------- | ---------- |
| A. Aimo        | 13       | 0       | ?           | ?          | ?            | ?            | ?            | ?            | 13+      | 0+     | ?           | ?          |
| M. Amenta      | 10       | 3       | ?           | ?          | ?            | ?            | ?            | ?            | 10+      | 3+     | ?           | ?          |
| C. Benedetti   | 36       | 1       | ?           | ?          | ?            | ?            | ?            | ?            | 36+      | 1+     | ?           | ?          |
| B. Caneo       | 29       | 1       | ?           | ?          | ?            | ?            | ?            | ?            | 29+      | 1+     | ?           | ?          |
| C. Della Corna | 1        | -1      | ?           | ?          | ?            | ?            | ?            | ?            | 1+       | -1+    | ?           | ?          |
| N. Di Leo      | 37       | -29     | ?           | ?          | ?            | ?            | ?            | ?            | 37+      | -29+   | ?           | ?          |
| F. Ermini      | 22       | 3       | ?           | ?          | ?            | ?            | ?            | ?            | 22+      | 3+     | ?           | ?          |
| D. Ferrari     | 23       | 0       | ?           | ?          | ?            | ?            | ?            | ?            | 23+      | 0+     | ?           | ?          |
| P. Frosio      | 26       | 0       | ?           | ?          | ?            | ?            | ?            | ?            | 26+      | 0+     | ?           | ?          |
| L. Gozzoli     | 27       | 3       | ?           | ?          | ?            | ?            | ?            | ?            | 27+      | 3+     | ?           | ?          |
| M. Mancini     | 24       | 1       | ?           | ?          | ?            | ?            | ?            | ?            | 24+      | 1+     | ?           | ?          |
| M. Mauti       | 31       | 2       | ?           | ?          | ?            | ?            | ?            | ?            | 31+      | 2+     | ?           | ?          |
| D. Montani     | 28       | 0       | ?           | ?          | ?            | ?            | ?            | ?            | 28+      | 0+     | ?           | ?          |
| M. Morbiducci  | 31       | 8       | ?           | ?          | ?            | ?            | ?            | ?            | 31+      | 8+     | ?           | ?          |
| C. Ottoni      | 33       | 0       | ?           | ?          | ?            | ?            | ?            | ?            | 33+      | 0+     | ?           | ?          |
| G. Pagliari    | 35       | 6       | ?           | ?          | ?            | ?            | ?            | ?            | 35+      | 6+     | ?           | ?          |
| M. Peraio      | 1        | 0       | ?           | ?          | ?            | ?            | ?            | ?            | 1+       | 0+     | ?           | ?          |
| S. Perugini    | 7        | 0       | ?           | ?          | ?            | ?            | ?            | ?            | 7+       | 0+     | ?           | ?          |
| E. Piccioni    | 18       | 1       | ?           | ?          | ?            | ?            | ?            | ?            | 18+      | 1+     | ?           | ?          |
| F. Rondini     | 1        | 0       | ?           | ?          | ?            | ?            | ?            | ?            | 1+       | 0+     | ?           | ?          |
| C. Valigi      | 35       | 1       | ?           | ?          | ?            | ?            | ?            | ?            | 35+      | 1+     | ?           | ?          |
| L. Zerbio      | 19       | 1       | ?           | ?          | ?            | ?            | ?            | ?            | 19+      | 1+     | ?           | ?          |